# Jakar
Jakar, Byakar o Chakkar es una localidad, capital del distrito de Bumthang, en la región central de Bután. En sus cercanías hay varios lugares sagrados budistas, destacando el monasterio de Kurjey. Al igual que otras poblaciones del país, se ha expresado el deseo de trasladar la ciudad un poco más al norte. En el centro de la ciudad hay un monasterio del siglo XIV.
El valle de Bumthang en general y Jakar en particular son populares destinos turísticos, por lo que la ciudad tiene una buena cobertura de hoteles y tiendas. También hay un bazar en el barrio de Chamkhar. En 2010 se construyó otro en el barrio de Dekilin. La ciudad también es el mayor enclave comercial de su región.
Su extensión es pequeña, contando con una sola calle principal.

## Monumentos
- Dzong Jakar, una fortaleza del tipo dzong construida en 1667 que domina la ciudad.
- Chakhar Lhakhang, pequeño templo del siglo XIV.

## Fiestas
- Jampey Lhakhang, en octubre, es uno de los festivales más importantes de la región. Otros se celebran en los monasterios cercanos a la ciudad.[1]